# Benthophilus ctenolepidus
Benthophilus ctenolepidus är en fiskart som beskrevs av Kessler, 1877. Benthophilus ctenolepidus ingår i släktet Benthophilus och familjen smörbultsfiskar. Inga underarter finns listade.

## Bildgalleri

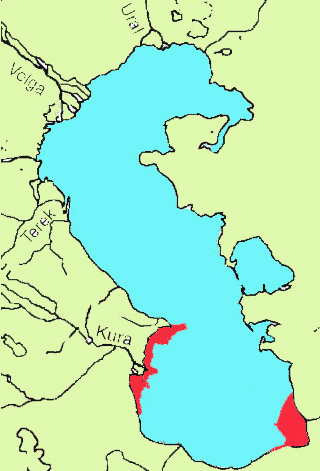